# Джентълменски клуб
Джентълменски клуб (на английски: gentlemen's club) е вид частен клуб, затворен за обществеността и отворен само за неговите членове, които трябва да отговарят на определени условия.
Възниква през XVIII век във Великобритания, като е създаден предимно за британската привилегирована висша класа.
Днес повечето клубове имат много по-отворена политика и приемат членове както от двата пола, така и от различни социални слоеве. През 1990-те години терминът започва да се използва за стриптийз клубове, особено в САЩ и Англия.